# Bangsjøan
Bangsjøan eller Bangsøerne er tre sammenhængende søer i kommunerne Steinkjer, Snåsa, Grong, Overhalla i Trøndelag fylke i Norge. Den sydvestlige del er Ytter-Bangsjøen, den midterste del er Midter-Bangsjøen og den nordøstlige del er Øyster-Bangsjøen. Søerne ligger omkring 10 km nord for søen Snåsavatnet og omkring 18 km nordvest for byen Snåsa.